# Aron Þrándarson
Aron Elís Þrándarson (Reykjavík, 10 novembre 1994) è un calciatore islandese, centrocampista del Víkingur.

## Carriera

### Club
Nella stagione 2011 ha giocato 9 partite in massima serie con la maglia del Víkingur. Il 6 ottobre 2014, i norvegesi dell'Aalesund ne hanno annunciato l'ingaggio, con il trasferimento che sarebbe stato valido a partire dal 1º gennaio 2015. Il giocatore ha scelto la maglia numero 11 e si è legato al club con un contratto triennale.
Il 10 luglio 2017 ha prolungato l'accordo con l'Aalesund fino al 31 dicembre 2019.
Il 23 dicembre 2019 è stato reso noto il suo passaggio ai danesi dell'Odense, a cui si è legato con un contratto valido per i successivi tre anni e mezzo: l'accordo sarebbe stato ratificato a partire dal 1º gennaio 2020.

### Nazionale
Dopo numerose presenze con le varie nazionali giovanili islandesi, nel 2016 ha esordito in nazionale maggiore.

## Palmarès

### Club

#### Competizioni nazionali
- 1. divisjon: 1

Aalesund: 2019
- Campionato islandese: 1

Víkingur: 2023
- Coppa d'Islanda: 1

Víkingur: 2023

### Nazionale
- Coppa del Baltico: 1

2022